# Позитив (музыкальный инструмент)

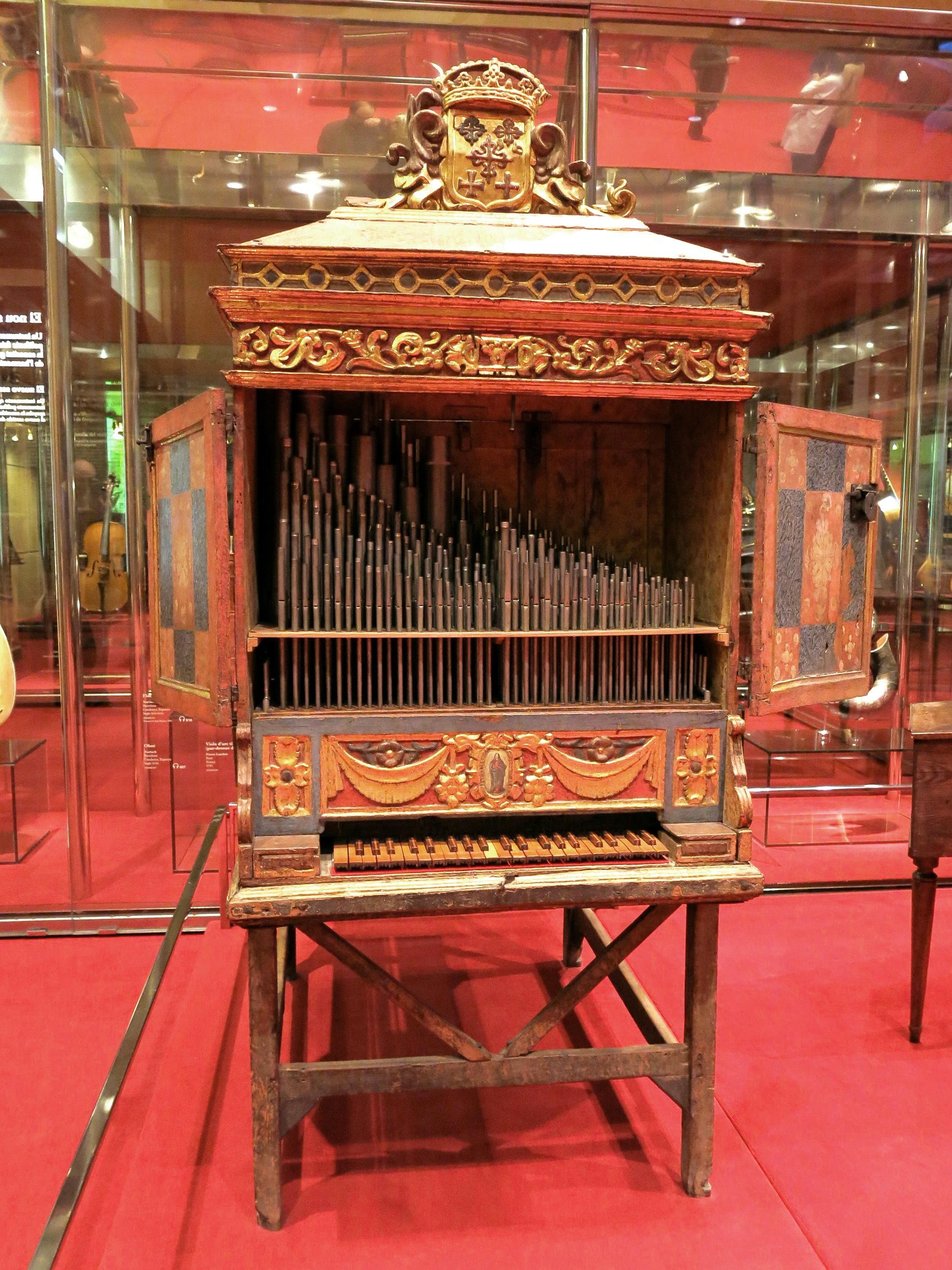
Орган-позитив, 2-я половина XVII в. Музыкальный музей Барселоны

Позити́в, орга́н-позити́в (нем. Positiv, фр. orgue positif, от лат. ponere ставить, размещать) — небольшой передвижной орган, получивший распространение в Европе в XIV—XVI вв.
Позитив располагал, как правило, одним мануалом с одним или несколькими лабиальными регистрами, без педали. Клавиши позитива меньшего размера, нежели на большом органе, что способствовало развитию пальцевой техники и стимулировало развитие более разнообразной и виртуозной музыки для этого инструмента.
Позитив стал прототипом многочисленных домашних (иначе называемых «салонными» или «камерными») органов, которые приобрели популярность в Европе в XVII—XIX вв. В России генетически связанный с позитивом вид небольшого органа был известен под названием «арган сундушный».
Реконструкции позитивов ныне широко используются музыкантами-аутентистами, например, для сопровождения basso continuo вокальных и инструментальных ансамблей.